# Café con aroma de mujer (telenovel·la de 2021)
Café con aroma de mujer és una telenovel·la colombiana produïda per RCN Televisión i distribuïda per Telemundo. Es va emetre per primera vegada en el Canal RCN del 10 de maig de 2021 fins al 24 de setembre de 2021. Als Estats Units, es va emetre a Telemundo del 25 de maig de 2021 al 27 de setembre de 2021. Es tracta d'una nova adaptació de la telenovel·la colombiana de 1994 del mateix nom escrita per Fernando Gaitán, de la qual es van fer dues adaptacions per a Mèxic amb els títols de Cuando Seas Mía i Destilando amor. La sèrie és protagonitzada per William Levy, Laura Londoño i Carmen Villalobos.

## Trama
Com cada any, Teresa Suárez «La Gaviota» (Laura Londoño) i Carmenza (Katherine Vélez), la seva mare, viatgen a l'eix cafeter per treballar a la hisenda Casablanca per recol·lectar el cafè collit en la segona època de l'any, però per aquesta visita, serà l'última que elles realitzen, ja que ara elles seran propietàries d'un terreny per collir. Tot i això, la vida fa girs inesperats per en l'últim moment quan Octavio Vallejo (Luis Eduardo Motoa), l'amo de la hisenda Casablanca, mor sobtadament; frustrant el somni de la Gaviota i Carmenza de tenir el seu propi terreny, pel fet que en el passat, en agraïment d'haver-lo salvat d'un intent de segrest, Octavio li va prometre a la Gaviota, un terreny perquè ella i la seva mare poguessin sembrar la seva pròpia collita. Intentant que la família Vallejo respecti l'última voluntat d'Octavio, la Gaviota coneix Sebastián Vallejo (William Levy), el fill d'Octavio nouvingut de Nova York, però entre ells acabarà sorgint una atracció incontrolable i un amor esquinçadorament impossible, pel fet que ell està compromès amb Lucía Sanclemente (Carmen Villalobos), una dona ambiciosa que en realitat només està amb el Sebastián per interès econòmic. Perquè puguin estar junts, la Gaviota i Sebastián hauran de lluitar per convertir-se en dues ànimes bessones que pertanyen a mons diferents.

## Repartiment

### Principal
- William Levy com a Sebastián Vallejo
- Laura Londoño com a Teresa Suárez "La Gaviota"
- Carmen Villalobos com a Lucía Sanclemente[7]
- Diego Cadavid com Iván Vallejo
- Lincoln Palomeque com a Leonidas Salinas
- Luces Velásquez com a Julia de Vallejo
- Katherine Vélez com a Carmenza Suárez
- Andrés Toro com Aurelio Díaz
- Mabel Moreno com a Lucrecia Valencia de Castillo
- Ramiro Meneses com a Carlos Mario
- María Teresa Barreto com Marcela Vallejo
- Laura Archbold com a Paula Vallejo
- Juan David Agudelo com Bernardo Vallejo
- Laura Junco com a Margarita Briceño
- Dailyn Valdivieso com La Maracucha
- Caterin Escobar com a Marcia

### Secundaris
- Marcelo Dos Santos com Eduardo Sanclemente[8]
- Yarlo Ruíz com a Lemarcus Acosta
- Raúl Ocampo com a Carlos
- Pedro Gilmore com Arthur
- Mario Duarte com a Pablo Emilio
- Constanza Gutiérrez com a Margot
- Maia Landaburu com a Diana
- Carlos Manuel Vesga com a Danilo
- Waldo Urrego com a Pedro Alzate
- María del Rosario com a Aura
- Jorge López com a Javier
- Juan Carlos Cruz com a Wilson Briceño
- Julian Santamaría
- Julian Andrés Velásquez
- Juan Sebastián Ruíz

## Producció
La producció va començar el desembre de 2020, a Colòmbia. La llista del repartiment va ser anunciada el 4 de desembre de 2020 per la revista nord-americana People en Español. El 5 d'abril del 2021 es va publicar un tràiler de la sèrie.

## Banda sonora
La banda sonora de la telenovela es va estrenar el 12 de juliol de 2021.
| Núm.          | Títol                 | Artista(s)    | Durada |
| ------------- | --------------------- | ------------- | ------ |
| 1.            | «Gaviota»             | Laura Londoño | 2:58   |
| 2.            | «Sombra de su Amor»   | Laura Londoño | 3:50   |
| 3.            | «Como Si Nada»        | Laura Londoño | 3:56   |
| 4.            | «Como Un Cristal»     | Laura Londoño | 2:41   |
| 5.            | «Mal Amor»            | Laura Londoño | 3:14   |
| 6.            | «Amor Qué Me Hiciste» | Laura Londoño | 4:19   |
| 7.            | «As de Corazones»     | Laura Londoño | 4:01   |
| 8.            | «Sangra un Corazón»   | Laura Londoño | 2:05   |
| 9.            | «Cuanta Farsa»        | Laura Londoño | 3:53   |
| Durada total: | Durada total:         | Durada total: | 31:01  |